# Лар (Шварцвальд)
Лар (нем. Lahr, алем. нем. Lohr) — город в Германии, районный центр, расположен в земле Баден-Вюртемберг.
Подчинён административному округу Фрайбург. Входит в состав района Ортенау. Население составляет 43 827 человек (на 31 декабря 2010 года). Занимает площадь 69,79 км². Официальный код — 08 3 17 065.
Город подразделяется на 7 городских районов.

## Знаменитые земляки
- Зибенпфейфер, Филипп Якоб (1789—1845) — баварский писатель.
- Инге Отт (род. 1922) — немецкая писательница.
- Циммерман, Табеа (р. 1966) — выдающаяся альтистка.
- Ванкель, Феликс (1902-1988) — соавтор изобретения роторно-поршневого двигателя.

## Фотографии

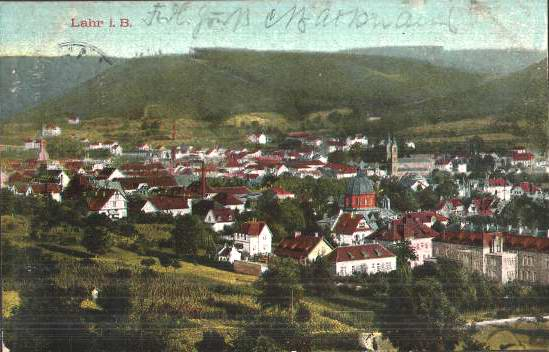
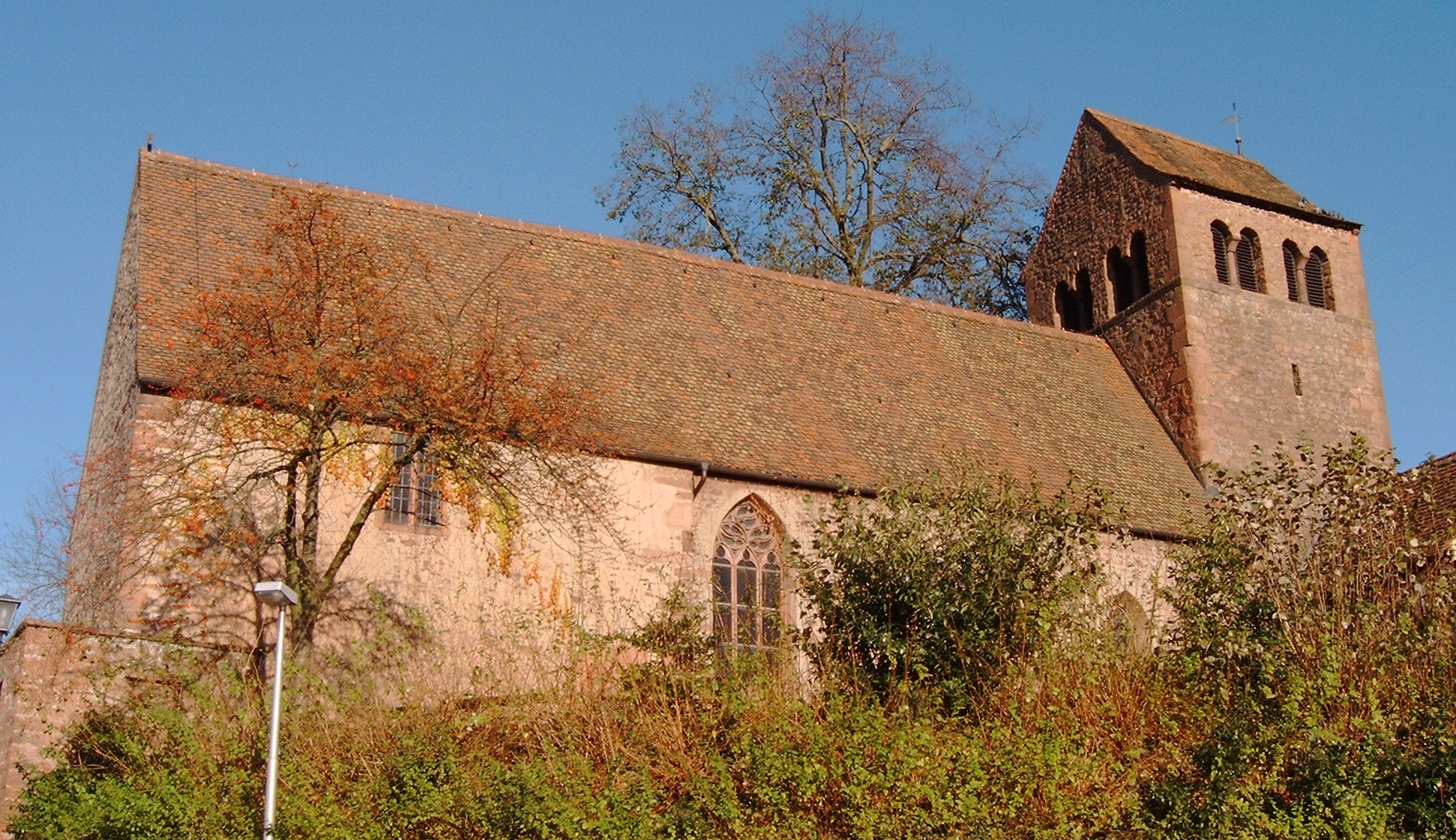
Церковь
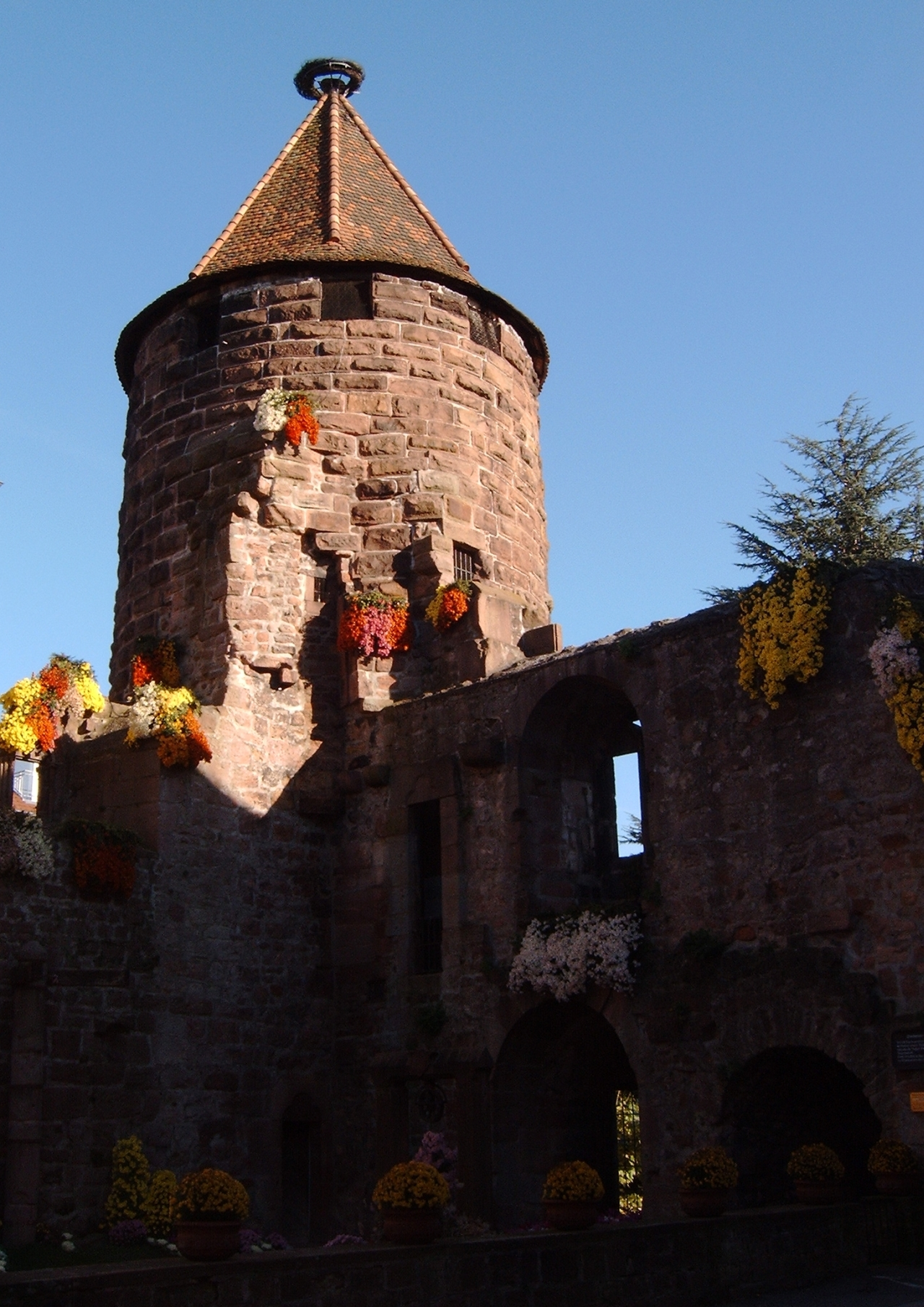
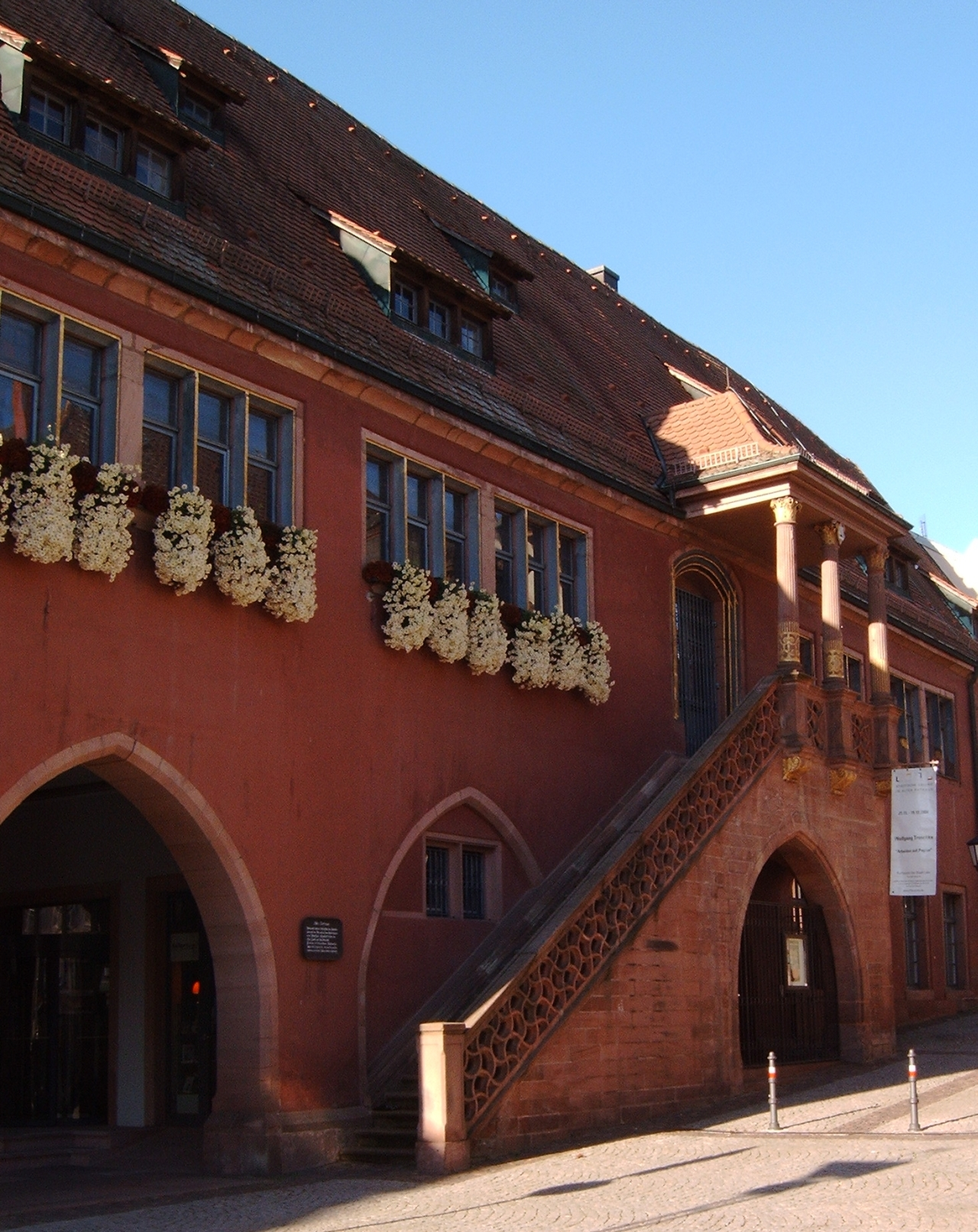
Ратуша